# (38272) 1999 RW41
1999 RW41 (asteroide 38272) é um asteroide da cintura principal. Possui uma excentricidade de 0.06955280 e uma inclinação de 2.12698º.
Este asteroide foi descoberto no dia 13 de setembro de 1999 por Korado Korlević em Visnjan.